# Verše potrhlé
Verše potrhlé je básnická sbírka českého zpěváka a textaře Janka Ledeckého z roku 2021. Jedná se o soubor „potrhlých“ básniček pro děti, které zaujmou i nejednoho dospělého. Knihu, která ze zařazena do beletrie pro děti vydalo nakladatelství ICE MUSIC v Praze roku 2021. Kniha je bohatě ilustrována Jonášem Ledeckým, který je autorovým synem. Ve 25 básních autor vysvětluje humorným způsobem různé životní zvířecí situace, které se nebojí i dnešních témat dospělých, jako jsou globální oteplování, stravovací návyky nebo změna pohlaví. 

## Přijetí a interpretace
Autor se snaží poukázat na to, jak jsou některé každodenní věci legrační, když se na ně podíváme očima dětí. Snaží se zamyslet nad tématy, které dospělé ani nenapadne řešit, ale často by na ně nedokázali odpovědět. Kniha nám otvírá bránu do světa dětí ukazuje svět jiným vtipným způsobem. Autor sám o vzniku knihy uvedl: „Při psaní textů si vždycky zaznamenám i ty nápady, o kterých vím, že se do písničky nehodí. V létě 2020 se mi jich nakupilo nějak víc najednou, a tak jsem zkusil disciplínu, kterou jsem vždycky obdivoval. Básničky pro děti. A v případě Veršů potrhlých, pro děti s doprovodem rodičů. S doprovodem proto, že jsem v některých místech záměrně volil slovník dospělých. Dobře si pamatuju, jak jsem se na čtení Jonášovi a Ester před spaním vždycky těšil. Ty podvečerní otázky a debaty jsou nenahraditelné. O to větší radost mám, že Verše potrhlé ilustruje právě Jonáš. A kdyby se náhodou stalo, že nebudete doma, nebo nebudete mít čas, tak součástí knížky je i audioverze v podání mých kamarádů a kamarádek z herecké branže. A věřte mi, že si to nahrávání užívali jako malé děti.“
V rozhovoru pro Seznam Zprávy uvedl Jonáš Ledecký jak se mu kniha ilustrovala: „Zaujaly mě, kdyby se mi nelíbily, nešel bych do toho. Rád kreslím zvířata a vždycky jsem chtěl ilustrovat dětskou knihu. Občas jsme měl k básním nějakou připomínku, ani ne tak kreslíře, jako spíše čtenáře,“ řekl Jonáš Ledecký.
Součástí knihy je i audio verze namluvených básniček, které namluvily známe osobnosti filmové a divadelní scény, jako například: Aleš Háma, Jakub Kohák, Ondřej Sokol, Pavel Zedníček, Marek Eben i dcera autora Ester Ledecká a autor Janek Ledecký.
Ve všech autorových básních se objevují zvířata. Janek Ledecký odpověděl, proč tomu tak je, v rozhovoru pro Novinky.cz: „Když jsem měl hotových prvních pět, s překvapením jsem zjistil, že jsou všechny o zvířatech. Tak jsem si dal zadání, že vytvořím celý cyklus. Co si budeme povídat, zvířata ve verších jsou vděčné téma. Ezop určitě věděl, co dělá. Nabízejí senzační paralely a už sama o sobě si nesou charaktery a charakteristiky. Takže vám to ušetří spoustu práce s popisy.“
Kniha byla komerčně úspěšná, v prvním roce po vydání se objevily hned tři dotisky. V reakci na popularitu knihy autor přislíbil, že připraví druhý díl.

## Obsah
1) Myje zmije zmiji? (čte Roman Vojtek) – Autor popisuje jak se myje zmije, jak používá mýdlo nebo ručník.
2) Hádal se hroch s lenochodem (čte Marek Eben) – Básnička vypráví příběh o tom, jak hroch s lenochodem hráli volejbalový zápas proti sobu a fretce.
3) Teorie relativity v praxi (čte Berenika Kohoutová) – Popisuje jaké zvíře nejvíce zapáchá.
4) Soutěž v hrabaní (čte David Gránský) – Popisuje jak dvě žáby soutěží v hrabání listí.
5) Náš zákazník, náš pán (čte David Matásek) – Básnička vypráví o tom, jak se krejčí snaží ušít šaty pro šneka.
6) Stravovací návyky (čte Iva Pazderková) – Básnička vypráví o tom, jak kuny snídají a o jejich stravovacích návycích.
7) Vepři ve při (čte Ivana Chýlková) – Básnička popisuje kamarádství mezi dvěma vepři, kteří se nyní hádají a dělají si naschvály.
8) Co se vleče, neuteče (čte Petr Rychlý) – Tato básnička vypráví o šnekovi, který jede v levém pruhu.
9) Úskalí redukční diety (čte Pavla Tomicová) – Básnička vypráví o žabákovi, který přes zimu přibral a bojí se že se nevejde do plavek.
10) Čím se plži sjíždí (čte Vašek Bárta) – Autor polemizuje o tom, jestli se hlemýždí sjíždí trávou nebo listím.
11) Jeden hrb je nejvíc (čte Tomáš Novotný) – Autor popisuje, proč je lepší mít jeden hrb než dva.
12) Zlaté pravidlo marketingu (čte Hynek Čermák) – Básnička vypráví o zvířecích celebritách, které čtenář může znát z reklam z televize. Ať už se jedná o Pumu nebo o Veselou Krávu.
13) Kampak sviští svišti (čte Pavel Zedníček) – Jedná se o cestovní manuál pro všechny malé sviště.
14) Syslí rovnováha (čte Jakub Kohák) – Básnička pojednává o tom, jak šel sysel s jezevcem na pivo a jak je potom svět pokřiven.
15) Hadí tajemství (čte Ondřej Sokol) – Text pojednává o tom, koho se má člověk zeptat, když potřebuje vědět, jestli kadí hadi.
16) Harmonie hájku (čte Ester Ledecká) – Verše pojednávají o psaní Hájku.
17) Jedna malá jepice (čte Marek Taclík) – Básnička pojednává o tom, jak šla jepice nakupovat.
18) Tchoří romantika (čte Vojta Kotek) – Autor popisuje příběh tchořů o tom, jak se tchoři dvoří tchořím slečnám.
19) Rosomák a vačice (čte Jakub Prachař) – O tom, jak rosomák a vačice jsou pochod Praha Prčice.
20) Jeda za všechny (čte Jitka Čvančarová) – Text pojednává o tom, podle čeho si zvířata vybírají své partnery.
21) Škola hrou (čte Janek Ledecký) – Básnička pojednává o zvířatech ve škole.
22) Klokanovi k svátku (čte Michal Mückstein) – Dopis pro klokana k svátku.
23) Laní starosti (čte Jan Cina) – Text pojednává o trápení laně.
24) Štědrý večer u papoušků (čte Sabina Laurinová) – Básnička pojednává o malém papouškovi, který řeší trápení, jak má nosit sluchátka od ježíška.
25) Myší pohádka s dobrým koncem (čte Aleš Háma)  – Autor popisuje, jak maminka myška čte pohádku v myší knížce.